# Harry Blackmun
Harry Blackmun (Nashville, 12 novembre 1908 – Arlington, 4 marzo 1999) è stato giudice associato della Corte suprema degli Stati Uniti d'America dal 1970 al 1994. Nominato da Richard Nixon, è diventato col tempo uno dei giudici più liberal. È ricordato in particolare come autore della sentenza Roe contro Wade.